# Bhardaha
Bhardaha (en népalais : भारदह) est un comité de développement villageois du Népal situé dans le district de Saptari. Au recensement de 2011, il comptait 7 124 habitants.